# Monochamus ochreosticticus
Monochamus ochreosticticus là một loài bọ cánh cứng trong họ Cerambycidae.